# Rio Pomba
O rio Pomba é um curso de água, que banha os estados de Minas Gerais e do Rio de Janeiro. É um dos principais afluentes da margem esquerda do rio Paraíba do Sul. Também dá nome ao município de Rio Pomba.
Nasce no município de Barbacena, Minas Gerais, atravessa a Zona da Mata Mineira e deságua no rio Paraíba do Sul entre os municípios de Aperibé e  Cambuci, no estado do Rio de Janeiro. Seus principais afluentes são os rios Novo, Piau, Xopotó, Pardo e Formoso.
Os municípios mais populosos em sua bacia hidrográfica são Cataguases, Leopoldina, Santos Dumont, São João Nepomuceno, Ubá, Visconde do Rio Branco, em Minas Gerais, e Santo Antônio de Pádua e Miracema, no estado do Rio de Janeiro. Sua bacia ocupa uma área de 8 616 km².